# كوبيا (غينيا)
كوبيا هي بلدة ومحافظة فرعية تقع في شمال غرب غينيا. وهي عاصمة محافظة كوبيا. عدد السكان 2 486 نسمة (تقديرات عام 2008).